# Radikina Bara
Radikina Bara (izvirno srbsko Радикина Бара) je naselje v Srbiji, ki upravno spada pod Občino Niška Banja; slednja pa je del Niškega upravnega okraja.

## Demografija
V naselju živi 50 polnoletnih prebivalcev, pri čemer je njihova povprečna starost 40,3 let (38,9 pri moških in 41,9 pri ženskah). Naselje ima 21 gospodinjstev, pri čemer je povprečno število članov na gospodinjstvo 3,10.
Prebivalstvo je večinoma nehomogeno.
|  |

| Demografija | Demografija     | Demografija     |
| Leto        | Št. prebivalcev | Št. prebivalcev |
| ----------- | --------------- | --------------- |
|             |                 |                 |
|             |                 |                 |
|             |                 |                 |
|             |                 |                 |
| 1948        | 540             |                 |
| 1953        | 510             |                 |
| 1961        | 466             |                 |
| 1971        | 308             |                 |
| 1981        | 162             |                 |
| 1991        | 123             | 108             |
| 2002        | 70              | 65              |
|             |                 |                 |

| Etnična sestava po popisu iz leta 2002 | Etnična sestava po popisu iz leta 2002 | Etnična sestava po popisu iz leta 2002 | Etnična sestava po popisu iz leta 2002 | Etnična sestava po popisu iz leta 2002 |
| -------------------------------------- | -------------------------------------- | -------------------------------------- | -------------------------------------- | -------------------------------------- |
| Srbi                                   | Srbi                                   |                                        | 37                                     | 56,92%                                 |
| Romi                                   | Romi                                   |                                        | 28                                     | 43,07%                                 |
| Neznano                                | Neznano                                |                                        | 0                                      | 0,0%                                   |